# Ananas lucidus
Espèce
Classification phylogénétique
Ananas lucidus est une espèce de plantes à fleurs de la famille des Bromeliaceae.

## Synonymes
- Ananas bracamorensis (Linden) Antoine[1] ;
- Ananas erectifolius L.B.Sm.[1] ;
- Ananas glaber Mill.[1] ;
- Ananas mordilona (Linden) E.Morren[1] ;
- Ananas proliferus Baker[1] ;
- Ananas semiserratus (Willd.) Schult. & Schult.f.[1] ;
- Ananassa bracamorensis Linden[1] ;
- Ananassa lucida (Mill.) Lindl.[1] ;
- Ananassa mordilona Linden[1] ;
- Ananassa semiserrata (Willd.) D.Dietr.[1] ;
- Bromelia glabra (Mill.) Schult. & Schult.f.[1] ;
- Bromelia inermis Steud.[1] ;
- Bromelia lucida (Mill.) Willd.[1] ;
- Bromelia semiserrata Willd.[1] ;
- Bromelia subspinosa J.C.Wendl. ex Schult. & Schult.f.[1] ;

## Nom vernaculaire
Curaua est régulièrement employé pour désigner cette espèce, dont les fibres étaient utilisées pour produire des textiles grossiers et des câbles hautement résistants ; elles sont aussi utilisées dans des matériaux textiles composites.

## Distribution
L'espèce est largement répandue au nord et au nord-ouest de l'Amérique du Sud, notamment au Brésil, au Pérou, en Équateur, en Colombie, au Venezuela et en Guyane.

## Description
L'espèce est hémicryptophyte.